# Pablo Xuan Manzano Rodríguez
Pablo Xuan Manzano Rodríguez (22 de julio de 1948, El Entrego, Asturias, España) es un académico del asturiano. Realizó los estudios básicos en su pueblo y posteriormente cursó magisterio en la Escuela Universitaria de Oviedo. Empezó a trabajar a los 20 años en la escuela de El Entrego para después pasar por Gijón, Amieva y Campo de Caso y acabar en el IES "Juan José Calvo Miguel" de Sotrondio. Es miembro del Consejo de Comunidades Asturianas en representación de la Academia de la Lengua Asturiana, de la que es miembro de número desde el año 1984.
Desde el 2002 imparte clases de lengua y cultura asturiana en América, donde todos los años se celebra el día de las letras asturianas, evento que en estos lugares tiene un gran prestigio.
Es profesor de los cursos de lengua asturiana que desde los años 80 imparte la Academia de la Lengua Asturiana, siendo también director de estos desde el inicio del proceso. También ejerce como docente de los cursos de Extensión Universitaria que todos los veranos organiza la Universidad de Oviedo en colaboración con la Academia, además de ocupar el cargo de secretario del programa de formación.
Fue además durante tres años coordinador de escolarización de la Consejería de Educación, Cultura y Deportes del Principado de Asturias.
Preside también el colectivo "Llingua y enseñanza" (en asturiano: Lengua y enseñanza) formado por profesores de educación primaria, secundaria y universitaria.
Es autor de numerosos artículos difundidos en periódicos y revistas especializadas, tocantes siempre con la enseñanza de la Lengua Asturiana y con la emigración.
Es miembro fundador de Conceyu Bable y es pionero del proceso de normalización de la lengua asturiana en las escuelas. Actualmente, forma parte del Consejo de Comunidades Asturianas.